# Liasis
A Liasis a hüllők (Reptilia) osztályának pikkelyes hüllők (Squamata) rendjébe, ezen belül a pitonfélék (Pythonidae) családjába tartozó nem.

## Előfordulásuk
A Liasis-fajok Indonéziában, Pápua Új-Guineában és Ausztráliában fordulnak elő.

## Rendszerezés
A nembe az alábbi 3 élő faj és 1 fosszilis faj tartozik:
- barna vízipiton (Liasis fuscus) Peters, 1873
- Macklot-vízipiton (Liasis mackloti) Duméril & Bibron, 1844
- olajzöld vízipiton (Liasis olivaceus) Gray, 1842
- †Liasis dubudingala